# Thalheim (Tuttlingen)
Thalheim és un municipi que pertany al districte de Tuttlingen, situat al land de Baden-Württemberg, a Alemanya. Dins el seu terme s'hi troben les viles medievals abandonades d'Asp i Ötishofen, els burgstall —castells en ruïnes i gairebé desapareguts del tot, sense possibilitat de ser reconstruïts— de Burg Klingenberg, Lupfen i Reifenberg, i el Heimatmuseum Talheim, un museu de la història i condicions de vida rurals, situat a la casa natal del poeta Max Schneckenburger.